# Vyzhnytsia (huyện)
Huyện Vyzhnytsia (tiếng Ukraina: Вижницький район, chuyển tự: Vyzhnytsias’kyi raion) là một huyện của tỉnh Chernivtsi thuộc Ukraina. Huyện Vyzhnytsia có diện tích 904 kilômét vuông, dân số theo điều tra dân số ngày 5 tháng 12 năm 2001 là 60.005 người với mật độ 66 người/km². Trung tâm huyện nằm ở Vyzhnytsia.